# Parsifal (trein)
De Parsifal was een Europese internationale trein voor de verbinding Parijs - Hamburg.

## Naamgeving
De spoorwegen hebben vanaf het begin namen gegeven aan hun treinen. De eerste locomotieven hadden bijvoorbeeld namen als Rocket, Arend en Limmat. Toen het spoorwegnet verder groeide werden ook langeafstandstreinen van namen voorzien, bijvoorbeeld de California Zephyr in de Verenigde Staten en de Oriënt-Express in Europa.
Zowel de CIWL als de MITROPA hadden al voor de Tweede Wereldoorlog hun langeafstandstreinen van een naam voorzien. De Parsifal is genoemd naar de opera van Wagner, gebaseerd op het verhaal van de legendarische ridder Parzival.

## Trans Europ Express
De TEE Parsifal is in oktober 1957 aan het TEE-net toegevoegd als aanvulling op de TEE Paris Ruhr. De TEE Parsifal reed met een spiegelbeeldige dienstregeling ten opzichte van de TEE Paris Ruhr zodat er zowel een ochtend TEE als een avond TEE tussen Parijs en het Ruhrgebied beschikbaar was. Op 29 mei 1960 is het traject verlengd tot Hamburg.

### Rollend materieel
De treindienst werd gestart met RGP 825 treinstellen. In 1960 werd, in verband met de verlenging tot Hamburg, het materieel gewisseld met de TEE Paris Ruhr zodat de TEE Parsifal verzorgd werd door VT 11.5 treinstellen van de DB. Vanaf 30 mei 1965 tot 22 mei 1966 werden elektrificatiewerkzaamheden uitgevoerd tussen Luik en Aken, de TEE Parsifal reed in die periode tussen Luik en Keulen gekoppeld met TEE Diamant om daarmee het traject te ontlasten. Op 28 september 1968 is overgestapt op elektrische tractie met getrokken rijtuigen.

#### Tractie
Als locomotieven zijn de Belgische meersysteem locomotieven reeks 150 ingezet en in Duitsland de serie 112. In 1970 en 1971 zijn ook Duitse viersysteemlocomotieven, serie 184, ingezet. Ook werd gebruikgemaakt van de SNCF serie BB-30000, een 3-systeem-versie van de BB-9400, welke de trein reed tussen Parijs en Namen. Tussen Namen en Luik werd, tot de elektrificatie van dat traject, gebruikgemaakt van de Belgische reeks 52, 53 en 54, en daarna de reeksen 22 en 23. In Luik, waar de trein toch van rijrichting moest wisselen, werd wederom van loc gewisseld, meestal een 22 of 23, die de trein tot Aken reden, alwaar een DB-loc, meestal een 112, de trein overnam. Begin jaren 70 werd vanaf Luik gebruikgemaakt van de DB-serie 184, een viersysteem-locomotief. Deze bleken echter niet opgewassen tegen de piekspanningen die op het gelijkstroomnet van de NMBS geregeld optraden, waardoor zij beschadigd raakten. De 184 is toen vervangen door de Belgische reeks 16.

#### Rijtuigen
Als rijtuigen werden Duitse rijtuigen van het type Rheingold ingezet.

### Route en dienstregeling

De diverse routes in Duitsland tot 1972

Vanaf 3 oktober 1957 reed de TEE Parsifal onder nummer TEE 155 van Parijs naar Dortmund, waarbij in Herbesthal, de Belgische-Duitse grens, werd gestopt. De stops in Düsseldorf, Duisburg en Bochum zijn pas op 1 juni 1958 ingevoerd toen ook de stop in Herbesthal verviel. Op 31 mei 1959 werd de route aan de Duitse kant ingekort tot Düsseldorf en keerde de stop in Herbesthal weer terug. Op 29 mei 1960 volgde een verlenging tot Hamburg, hierbij werd vanaf Düsseldorf gereden via Gelsenkirchen en werd Dortmund niet meer aangedaan. Tussen Düsseldorf en Hamburg Altona werd gestopt in Essen, Münster, Bremen, Hamburg Hbf en Hamburg Dammtor, de stop in Duisburg is pas op 1 september 1969 weer toegevoegd. Op 27 mei 1962 vervielen de stops in Verviers en Herbesthal en op 29 september 1963 werd St. Quentin toegevoegd. Op 22 mei 1966 kwam ook Verviers weer terug.
Op 28 mei 1967 werd de trein vernummerd en kreeg TEE 155 het nummer TEE 43 en TEE 190 werd TEE 44. Op 23 mei 1971 werd de Europese treinnummering ingevoerd en voor de TEE Parsifal betekende dit dat TEE 43 voortaan als TEE 33 reed en TEE 44 verderging als TEE 32. Vanaf 23 mei 1971 werd ook gestopt in Osnabrück. Tussen 23 mei 1971 en 26 september 1971 reed de trein zuidwaarts vanaf Münster via Lünen naar Dortmund, waar weer gestopt werd, en vervolgens via het oorspronkelijke traject verder naar Parijs. Noordwaarts werd tot 26 september 1971 nog via Gelsenkirchen gereden.
| TEE 32 | land      | station         | km  | TEE 33 |
| ------ | --------- | --------------- | --- | ------ |
| 12:33  | Duitsland | Hamburg Altona  | 0   | 16:36  |
| 12:40  | Duitsland | Hamburg Dammtor | 5   | 16:28  |
| 12:45  | Duitsland | Hamburg Hbf     | 7   | 16:19  |
| 13:46  | Duitsland | Bremen          | 122 | 15:19  |
| 14:40  | Duitsland | Osnabrück       | 245 | 14:20  |
| 15:08  | Duitsland | Münster         | 294 | 13:56  |
| 15:41  | Duitsland | Dortmund        | 361 | ↑      |
| 16:00  | Duitsland | Essen           | 395 | 13:13  |
| 16:15  | Duitsland | Duisburg        | 415 | 12:58  |
| 16:28  | Duitsland | Düsseldorf      | 438 | 12:45  |
| 16:53  | Duitsland | Keulen          | 478 | 12:23  |
| 17:39  | Duitsland | Aken            | 548 | 11:38  |
| 18:01  | België    | Verviers        | 578 | 11:15  |
| 18:19  | België    | Luik            | 603 | 10:57  |
| 19:02  | België    | Namen           | 663 | 10:13  |
| 19:29  | België    | Charleroi Sud   | 700 | 09:46  |
| 19:57  | Frankrijk | Maubeuge        | 742 | 09:19  |
| 20:33  | Frankrijk | St Quentin      | 817 | 08:43  |
| 21:46  | Frankrijk | Parijs Noord    | 971 | 07:33  |

Vanaf 26 september 1971 werd weer in beide richting gestopt in Dortmund.

## D-trein
In september 1978 werd besloten om ook tweede klas rijtuigen aan te bieden, waardoor niet meer aan de TEE eisen werd voldaan. Met ingang van de nieuwe dienstregeling op 25 mei 1979 werd de exploitatie dan ook voortgezet als D 246 en 247. Op 29 mei 1983 volgde een opwaardering tot Intercity.

## EuroCity
Op 31 mei 1987 was de Parsifal een van de drie Eurocities tussen Parijs en Nordrhein-Westfalen. De dienst startte met de treinnummers EC 44, 45 en maakte deel uit van het trio EC Molière, EC Gustave Eiffel en EC Parsifal. De Parsifal verzorgde de ochtenddienst uit Parijs en de avonddienst uit Keulen.

### Route en dienstregeling
| EC 44 | land      | station             | km | EC 45 |
| ----- | --------- | ------------------- | -- | ----- |
| 17:08 | Duitsland | Keulen              |    | 12:37 |
|       | Duitsland | Aken                |    |       |
|       | België    | Verviers            |    |       |
|       | België    | Luik                |    |       |
|       | België    | Namen               |    |       |
|       | België    | Charleroi Sud       |    |       |
|       | België    | Maubeuge            |    |       |
|       | Frankrijk | St Quentin          |    |       |
| 22:08 | Frankrijk | Parijs Gare du Nord |    | 07:30 |

Op 23 mei 1994 werden de treinen tussen Parijs en het Ruhrgebied vernummerd en kreeg EC 44 het nummer EC 32 en de EC 45 het nummer EC 33. Op 14 december 1997 werd de exploitatie van de Parsifal na 40 jaar gestaakt wegens de indienststelling van de Thalys tussen Keulen en Parijs.